# Kobolo
Le kobolo, cobolo, wagens, vala, batte, pulls, pion ou encore mentame est le nom vernaculaire au Gabon du Tramadol, un analgésique opioïde synthétique utilisé pour prévenir ou traiter la douleur modérée à sévère. On le classe dans la catégorie des antalgiques de niveau 2 (selon la classification des antalgiques par l'OMS), comme la codéine et le dextropropoxyphène. Il peut être utilisé pour la douleur aiguë (après une intervention chirurgicale) et la douleur chronique (blessure au dos ou cancer). Ce qui est en réalité un anti-douleur puissant est considéré comme une drogue très répandue sur l'ensemble du territoire gabonais et très appréciée par la jeunesse gabonaise,.

## Effets des kobolos
Les effets du kobolo sont très divers et varient d'un individu à l'autre. En effet, cette drogue a la particularité d'amener le consommateur dans un état « speed » (mot utilisé dans le jargon) c'est-à-dire un état d'ébriété très avancé ; le consommateur est ainsi « bastillé » ou « plein ». En général, il provoque quelques minutes après la prise, voire quelques heures pour les plus habitués, un état de bien-être important ou une certaine euphorie. En outre, il peut provoquer des envies de se gratter, une baisse de la libido, de la faim ou encore des nausées. D'après certains consommateurs, il donne assez de force pour réaliser des travaux de dur labeur (par manque d'outils facilitant le travail, les employés le compensent par un effort physique colossal et donc en consomment pour augmenter leur autonomie).

## La vente
Le tramadol est légalement vendu en pharmacie sous présentation d'une ordonnance mais les revendeurs plus souvent lycéens le font de manière totalement illicite. Ils sont le plus souvent sous la tutelle d'un patron qu'ils appellent « le boss » ou encore « le grand » dont ils gardent la vraie identité secrète. Les endroits de vente sont très aléatoires mais les plus propices sont les grands espaces comme des écoles, marchés, gares routières, etc. pour avoir plus de clients et réaliser un bon chiffre d'affaires. Il fut au départ vendu à un prix relativement faible environ 250 francs CFA (0,38 €) le comprimé, raison majeure de l'attractivité des jeunes. Cependant, depuis plusieurs mois, le prix du tramadol a grandement augmenté en raison de la forte demande du produit. Il n'est plus possible d'en avoir en dessous de 1 000 francs CFA soit environ 1,50 euro.

## Consommation
Les consommateurs le prennent de diverses façons et elles varient d'un consommateur à un autre, mais il y a un mode de consommation qui est majoritairement utilisé chez les consommateurs : la dissolution dans des boissons achetées auparavant. Elle permet d'être simple, efficace et surtout très discrète afin qu'elle passe inaperçue aux yeux de tous. Par ailleurs, il peut être consommé comme tout autre médicament, en l'ingérant par voie orale à l'aide d'un liquide (eau, boisson) ou sans.